# Bladgoud

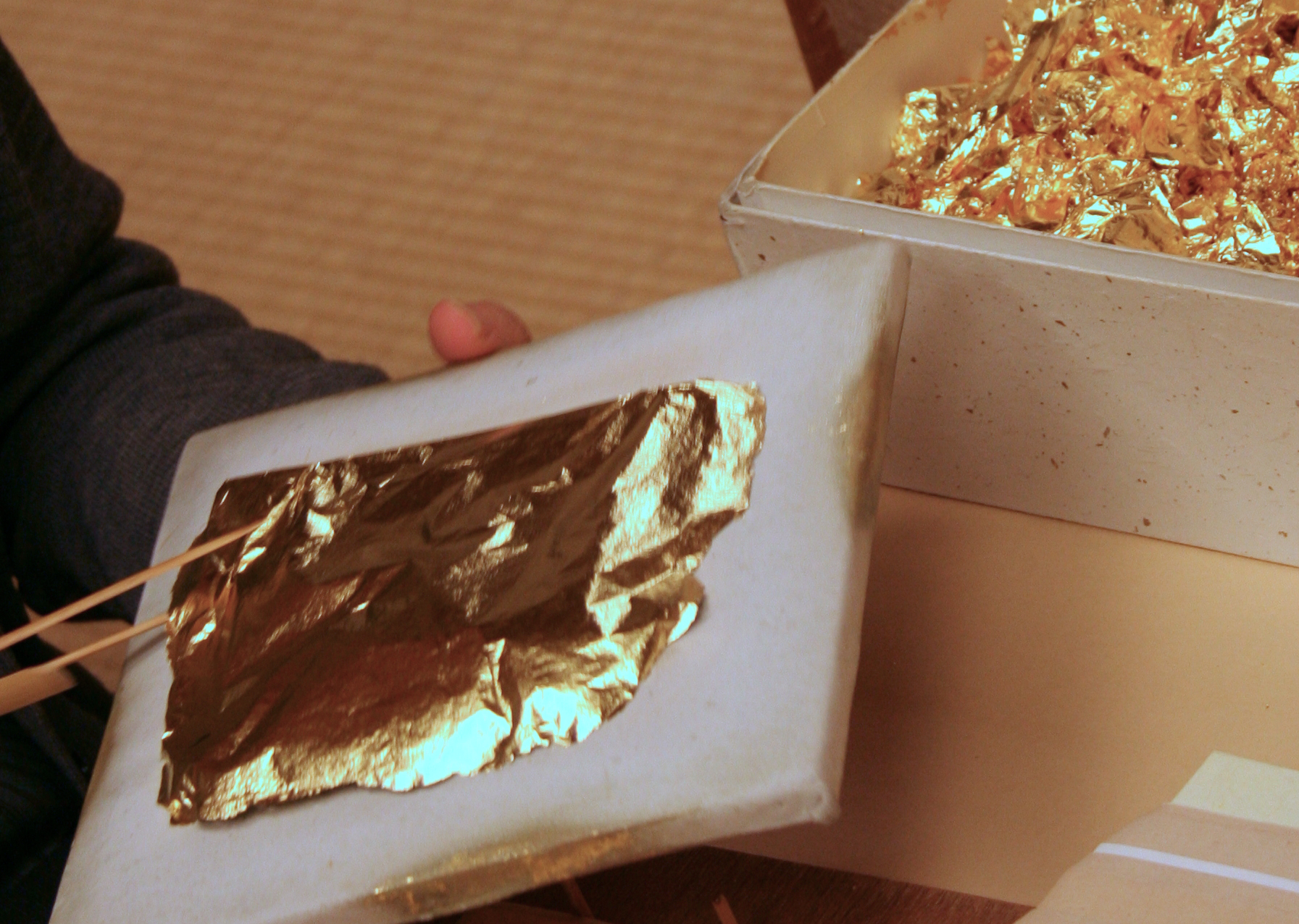
bladgoud

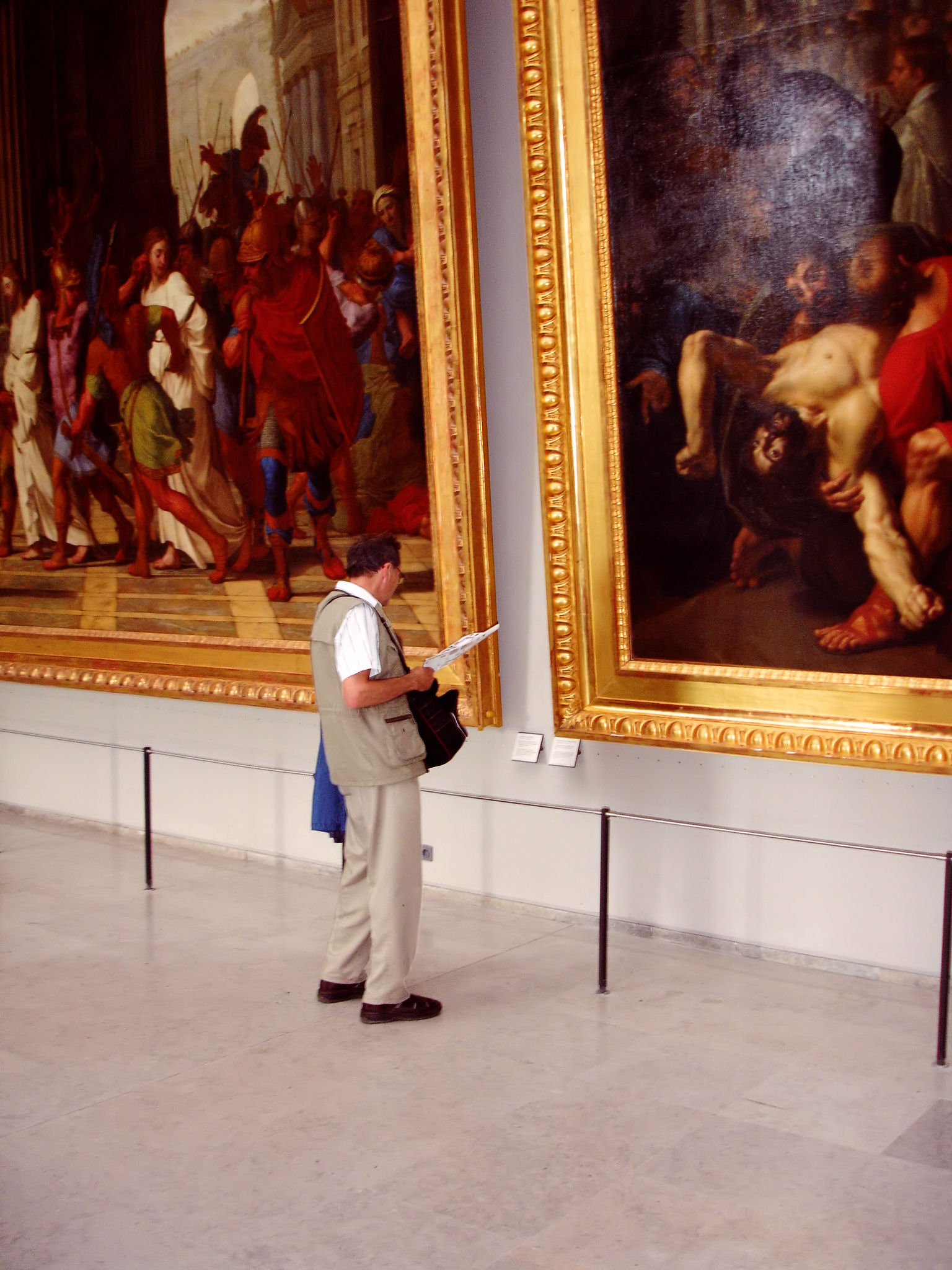
Bladgouden schilderijlijsten

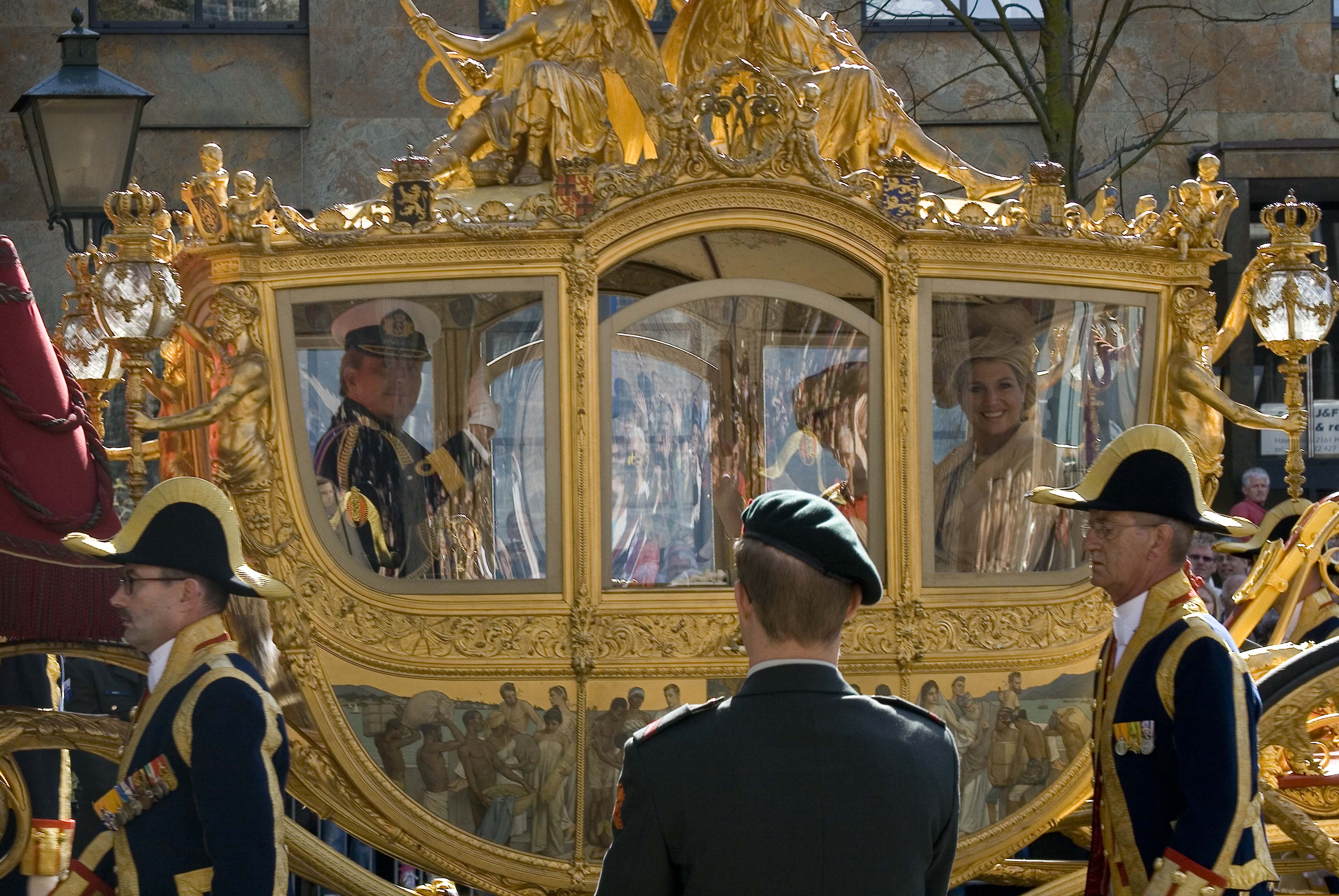
De Gouden Koets met Koning Willem-Alexander, Prinses Beatrix, en Koningin Máxima

Bladgoud is goud dat tot een dikte van 0,1 μm is gehamerd waarbij het hameren grotendeels nog steeds handmatig gebeurt. Bladgoud wordt gebruikt om allerhande voorwerpen van een gouden uiterlijk te voorzien, zoals meubilair, schilderijlijsten, beelden en ook deurposten, raamkozijnen, ornamenten en daken. Ook wordt bladgoud gebruikt bij het beletteren en versieren van boekbanden. Tegenwoordig mag de techniek zich weer in een groeiende populariteit verheugen.

## Toepassingen uit het verleden
Veel oude beschavingen zoals de Romeinen en Vikingen maakten al gebruik van deze techniek. De Romeinen slaagden erin om bladgoud van 0,3 μm te maken, tegenwoordig is de dikte ca. 0,15 μm. Ook in middeleeuwse boeken zijn met bladgoud bewerkte afbeeldingen te vinden. De Kyaiktiyo Pagode in Myanmar, die zo rond de 12e eeuw werd geplaatst, staat op een verguld rotsblok. De tabernakel en de Ark van het Verbond van de Israélieten waren bedekt met bladgoud. Veel oude voorwerpen zijn in de loop van de eeuwen door rovers van hun gouden jasje ontdaan.

## Productie
Om een metalen blad van een tiende micrometer dik te produceren, is een legering met een hoge vervormbaarheid nodig. Bladgoud bestaat meestal uit een legering met een of meer andere metalen zoals titanium, zilver en koper. Een stuk goud wordt net zo lang gewalst, of in sommige gevallen handmatig gehamerd, dat een dun blad overblijft. Dit blad wordt vervolgens in stukken gesneden. Daarna worden goudvelletjes van ongeveer 10 × 10 cm afwisselend met zijdepapier gestapeld tot een pakket en uitgehamerd tot er een zekere, vastgestelde hoeveelheid uitsteekt, die wordt weggenomen. Dit stapelen en hameren gaat door tot de gewenste dikte is verkregen, die bepaald wordt door weging. Een kilogram goud kan zo dun worden gewalst dat het een oppervlakte krijgt van twee tennisvelden (500 m2).
Nog dunnere lagen goud kunnen worden aangebracht door middel van thin film-depositietechnieken. Hier gaat het om een totale dikte die niet waarneembaar is met het menselijk oog, namelijk in de orde van fracties van een nanometer tot enkele micrometers dik.
De prijs van bladgoud is natuurlijk afhankelijk van de goudkoers en is enkele tientallen euro's per vierkante meter.

## Aanbrengen
Om het bladgoud goed te hanteren (zorgen dat het niet scheurt), is een zeer verfijnde techniek vereist met behulp van een zogenaamd goudkussen (liefst met kap), een goudmes, een goudaanlegger (om het goud mee op te pakken) en een goudstoffer om het goud goed aan te drukken en overtollig goud te verwijderen. Het bladgoud kan, naargelang de toepassing, met verschillende bindmiddelen gehecht worden: Mixtion op oliebasis, gelatine/eiwitten op waterbasis en met een kunsthars op acrylbasis.

## Culinaire toepassingen
Bladgoud wordt ook in de keuken gebruikt. Zo kunnen taarten en andere nagerechten met bladgoud worden bedekt. Er zijn verschillende goudlikeuren (likeuren met stukjes bladgoud erin), zoals Danziger Goldwasser, Goldstrike en bruidstranen. Er is een Rioja van Bodega Valdelana, de Familia Valdelana Centvm Vitis, een unieke wijn van heel oude ongeënte wijnstokken, waarbij bladgoud geleverd wordt om in de wijn te doen.